# NSÍ Runavík
NSÍ Runavík, vollständiger Name Nes Sóknar Ítrottarfelag („Sportverein der Gemeinde Nes“), abgekürzt NSÍ,  ist ein färöischer Fußball- und Handballverein mit Sitz in Runavík auf der Insel Eysturoy.

## Geschichte
Der NSÍ wurde am Sonntag, dem 24. März 1957 gegründet, als erster Sportverein am Ostufer des Skálafjørður. Der Name NSÍ wurde beibehalten, als die Gemeinde in zwei Kommunen, Runavík und Nes, aufgeteilt wurde. Der erste Vorstand bestand aus dem Vorsitzenden Niklas Foldbo, Vize Ib Haurits, Schatzmeisterin Johanna Jacobsen und Schriftführerin Jastrid á Roykheyggi.
Ib Haurits war der profilierteste Gründungsvater. Er war Bäcker aus Tvøroyri und der Einzige im Vorstand, der Erfahrungen mit organisiertem Sport hatte. In erster Linie kannte sich Haurits im Handball aus, somit war NSÍ zunächst bekannt für seine Handballmannschaft, die den Namen Tjaldur („Austernfischer“, Nationalvogel der Färöer) trug.
Ab 1960 kamen noch andere Sportarten hinzu, zum Beispiel Badminton. NSÍ war erfolgreich im Rudern aktiv und 1962 gelang es allen Booten des Vereins, die Regatta Vestanstevna zu gewinnen.
1972 wurde in Runavík ein Fußballplatz in Betrieb genommen und schon im Jahr darauf konnte die Juniorenmannschaft den zweiten Platz im Finale des Junioren-Cups gewinnen, die erste Fußballauszeichnung für NSÍ.
Später kam eine Sporthalle hinzu und der Fußballplatz við Løkin bekam einen Kunstrasen.
Die Ruderer wurden 1998 als Kappróðrarfelagið NSÍ selbständig und auch die Handballer gründeten im gleichen Jahr den Hondbóltsfelagið Tjaldur.
Mit seinen mehr als 600 Mitgliedern ist der NSÍ einer der größten Sportvereine der Färöer. Neben den vielen Aktiven lebt der Verein von der ehrenamtlichen Mitarbeit sehr vieler Helfer. Es gibt einen Förderverein und den Fanclub Guliganz.
Im Fußball erreichte NSÍ 2007 die Meisterschaft sowie insgesamt drei Pokalsiege. 1986 wurde LÍF Leirvík mit 3:1 besiegt, 2002 HB Tórshavn mit 2:1 und 2017 B36 Tórshavn mit 1:0. 2022 stieg der Verein als Vorletzter in die 1. Deild ab, nur um im Jahr darauf als Zweitplatzierter den direkten Wiederaufstieg zu schaffen.

## Fußball

### Trainer
- Sverri Jacobsen (1979)
- Abraham Løkin (1984)
- Asbjørn Mikkelsen (1984)
- Ian Salter (1985)
- Abraham Løkin (1986)
- Poli Justinussen (1987)
- Kim Truesen (1988)
- Bobby Bolton (1991–1992)
- Trygvi Mortensen (1992)
- Petur Simonsen (1994)
- Ian Salter (1995)
- Meinhard Dalbúð & Jógvan Norðbúð (1995)
- Petur Mohr (1997–1998)
- Milan Ćimburović (1999)
- Trygvi Mortensen (1999–2000)
- Petur Mohr (2001)
- Jógvan Martin Olsen (2002–2004)
- Trygvi Mortensen (2005–2006)
- Arnfinn Langaard & Bogi Lervig (2006)
- Jóhan Nielsen (2007–2008)
- Pauli Poulsen (2009–2011)
- Kári Reynheim (2012)
- Abraham Løkin (2013)
- Heðin Askham (2013)
- Trygvi Mortensen (2014–2015)
- Anders Gerber (2016–2017)
- Sámal Erik Hentze (2018)
- Guðjón Tórðarson (2019)
- Glenn Ståhl (2020)
- Allan Jepsen (2020)
- Jens Martin Knudsen & Poul Helgi Jacobsen (2020)
- Allan Jepsen (2021)
- André Olsen (2021)
- Bill Mc. Leod Jacobsen (2021)
- Todi Jónsson (2022)
- Poul Helgi Jacobsen (2022)
- Sámal Erik Hentze (2022–2023)
- Christian Høgni Jacobsen (2023)
- Jens Christer Wedeborg (2024)

### Bekannte Spieler

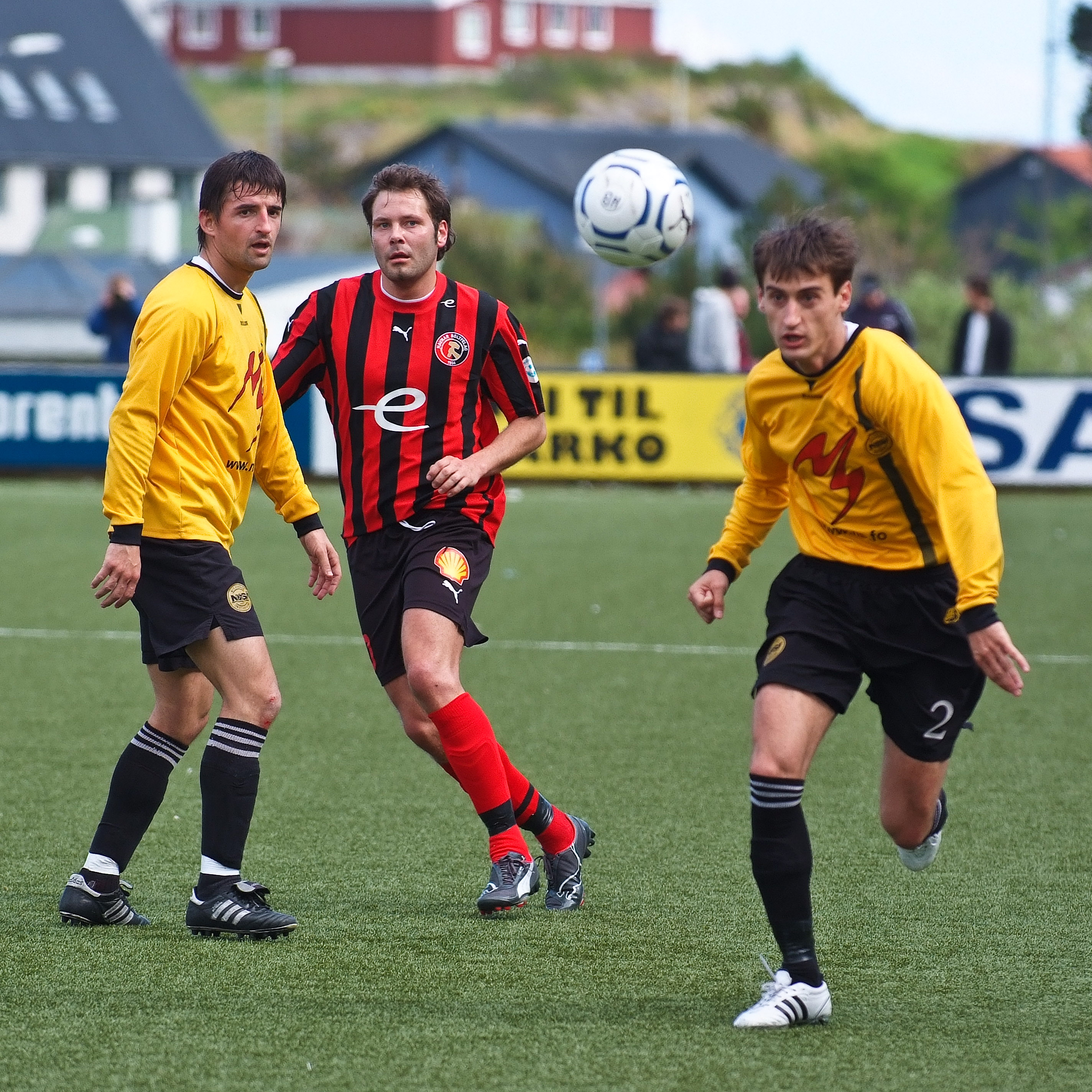
NSÍ Runavík (gelb) im Spiel gegen HB Tórshavn (rot-schwarz) 2008.

Aufgelistet sind alle Spieler, die mindestens zehn Spiele für die Nationalmannschaft absolviert haben.
- Fróði Benjaminsen (2018)
- Egil á Bø (1995)
- Jóhan Troest Davidsen (2004, 2006–2010, 2018–2021)
- Viljormur Davidsen (2012)
- Hjalgrím Elttør (2007–2009)
- Jónhard Frederiksberg (2007–2011, 2013–2015)
- Christian Høgni Jacobsen (1996–2003, 2005–2007, 2009–2011, 2014–2015)
- Pól Jóhannus Justinussen (2005–2006, 2008, 2012–)
- Jens Martin Knudsen (1984–1986, 1988–1991, 2001–2012)
- Heðin á Lakjuni (2010–2011)
- Abraham Løkin (1982–1984, 1986, 1996–2003)
- Bogi Løkin (2005–2010)
- Jónas Þór Næs (2008)
- Klæmint Olsen (2007–)
- Jann Ingi Petersen (2009–2010)
- Pól Thorsteinsson (2002, 2006–2007)
- Einar Tróndargjógv (2004–2011, 2013–)

Rekordspieler der ersten Liga ist Klæmint Olsen mit 373 Spielen. Olsen erzielte mit 230 zudem die meisten Tore in der Betrideildin (Stand: Ende 2022).

### Erfolge

#### Titel
- 1× Färöischer Meister: 2007
- 3× Färöischer Pokalsieger: 1986, 2002, 2017
- 1× Färöischer Supercup: 2008
- 1× Gewinner des Dana Cups: 2008 (Boys 11, nach einem 7:3 gegen den deutschen Vertreter FC Düren-Niederau 08)[2]

### Ligarekorde
- Höchster Heimsieg: 9:0 gegen 07 Vestur (8. Mai 2011)
- Höchste Heimniederlage: 0:5 gegen HB Tórshavn (19. September 1976), 0:5 gegen TB Tvøroyri (8. Juli 1979), 0:5 gegen B68 Toftir (7. Oktober 1995), 1:6 gegen HB Tórshavn (23. September 1984)
- Höchster Auswärtssieg: 8:0 gegen EB/Streymur (25. Mai 2015)
- Höchste Auswärtsniederlage: 1:10 gegen KÍ Klaksvík (27. Juni 1976)
- Torreichstes Spiel: KÍ Klaksvík gegen NSÍ Runavík 10:1 (27. Juni 1976), KÍ Klaksvík gegen NSÍ Runavík 5:6 (22. Oktober 2005)
- Ewige Tabelle: 4. Platz

## Europapokalbilanz
| Saison  | Wettbewerb                    | Runde                  | Gegner                  | Gesamt | Hin     | Rück          |
| ------- | ----------------------------- | ---------------------- | ----------------------- | ------ | ------- | ------------- |
| 2003/04 | UEFA-Pokal                    | Qualifikation          | Lyn Oslo                | 1:9    | 1:3 (H) | 0:6 (A)       |
| 2004    | UEFA Intertoto Cup            | Qualifikation          | Esbjerg fB              | 1:7    | 1:3 (A) | 0:4 (H)       |
| 2005/06 | UEFA-Pokal                    | 1. Qualifikationsrunde | Liepājas Metalurgs      | 0:6    | 0:3 (H) | 0:3 (A)       |
| 2008/09 | UEFA Champions League         | 1. Qualifikationsrunde | Dinamo Tiflis           | 1:3    | 0:3 (A) | 1:0 (H)       |
| 2009/10 | UEFA Europa League            | 1. Qualifikationsrunde | Rosenborg Trondheim     | 1:6    | 0:3 (H) | 1:3 (A)       |
| 2010/11 | UEFA Europa League            | 1. Qualifikationsrunde | Gefle IF                | 1:4    | 0:2 (H) | 1:2 (A)       |
| 2011/12 | UEFA Europa League            | 1. Qualifikationsrunde | FC Fulham               | 0:3    | 0:3 (A) | 0:0 (H)       |
| 2012/13 | UEFA Europa League            | 1. Qualifikationsrunde | FC Differdingen 03      | 0:6    | 0:3 (A) | 0:3 (H)       |
| 2015/16 | UEFA Europa League            | 1. Qualifikationsrunde | Linfield FC             | 4:5    | 0:2 (A) | 4:3 (H)       |
| 2016/17 | UEFA Europa League            | 1. Qualifikationsrunde | FK Schachzjor Salihorsk | 0:7    | 0:2 (H) | 0:5 (A)       |
| 2017/18 | UEFA Europa League            | 1. Qualifikationsrunde | FK Dinamo Minsk         | 1:4    | 1:2 (A) | 0:2 (H)       |
| 2018/19 | UEFA Europa League            | 1. Qualifikationsrunde | Hibernian Edinburgh     | 05:12  | 1:6 (A) | 4:6 (H)       |
| 2019/20 | UEFA Europa League            | Vorqualifikation       | Ballymena United        | 0:2    | 0:2 (A) | 0:0 (H)       |
| 2020/21 | UEFA Europa League            | Vorqualifikation       | Barry Town United       | 5:1    | 5:1 (H) | 5:1 (H)       |
| 2020/21 | UEFA Europa League            | 1. Qualifikationsrunde | FC Aberdeen             | 0:6    | 0:6 (A) | 0:6 (A)       |
| 2021/22 | UEFA Europa Conference League | 1. Qualifikationsrunde | FC Honka Espoo          | 1:3    | 0:0 (A) | 1:3 (H)       |
| 2025/26 | UEFA Conference League        | 1. Qualifikationsrunde | HJK Helsinki            | 4:5    | 4:0 (H) | 0:5 n. V. (A) |

Legende: (H) – Heimspiel, (A) – Auswärtsspiel, (N) – neutraler Platz, (a) – Auswärtstorregel, (i. E.) – im Elfmeterschießen, (n. V.) – nach Verlängerung
Stand: 17. Juli 2025
| Wettbewerb                    | Sp. | G | U | V  | T+ | T– |
| ----------------------------- | --- | - | - | -- | -- | -- |
| UEFA Champions League         | 02  | 1 | 0 | 01 | 01 | 03 |
| UEFA-Pokal/UEFA Europa League | 24  | 2 | 2 | 20 | 18 | 71 |
| UEFA Europa Conference League | 04  | 1 | 1 | 02 | 05 | 08 |
| Intertoto Cup                 | 02  | 0 | 0 | 02 | 01 | 07 |
| Total                         | 32  | 4 | 3 | 25 | 25 | 89 |

Rekordtorschütze im Europapokal ist Klæmint Olsen mit sieben Treffern (Stand: 2022).

## Frauenfußball
Das Frauenteam von NSÍ gehörte zu den Gründungsmitgliedern der 1. Deild, belegte 1985 in Gruppe B jedoch nur den fünften Platz und stieg somit ab. Bei ihrer Rückkehr gelang 1988 noch als Vorletzter der Klassenerhalt, die Saison darauf wurde jedoch mit null Punkten abgeschlossen. 1995 wurde abermals der letzte Platz in der ersten Liga erreicht, 1998 der vorletzte, woraufhin sich die Mannschaft zurückzog. Auch im Jahr 2000 konnte sich NSÍ nur ein Jahr in der ersten Liga halten. 2006 wurde zwar der sportliche Abstieg in den Relegationsspielen vermieden, allerdings verzichtete die Mannschaft 2007 auf eine weitere Teilnahme und zog sich wieder zurück. Ab 2008 trat der Verein in einer mit B68 Toftir als B68 Toftir/NSÍ Runavík an und schaffte in der ersten Saison als Drittplatzierter den Aufstieg in die erste Liga. Nach der Auflösung der Fusion im Jahr 2015 trat NSÍ ab 2020 wieder eigenständig in der ersten Liga an. Nach vier zweiten Plätzen und drei Pokalsiegen konnte 2024 die erste Meisterschaft erreicht werden.

### Bekannte Spielerinnen
Aufgelistet sind alle Spielerinnen, die mindestens zehn Spiele für die Nationalmannschaft absolviert haben.
- Rósa Eið (2011)
- Ansy Jakobsen (2020–2022)
- Sara Lamhauge (2023–)
- Margunn Lindholm (2020–2021)
- Heidi Sevdal (2006, 2020–)

Rekordspielerin der ersten Liga ist Heidi Sevdal mit 112 Spielen. Sie erzielte mit 143 ebenfalls die meisten Tore in der Betrideildin (Stand: Ende 2024).

### Erfolge

#### Titel
- 1× Färöischer Meister: 2024
- 3 × Färöischer Pokalsieger: 2021, 2023, 2024
- 1 × Färöischer Supercup: 2022

#### Ligarekorde
- Höchster Heimsieg: 12:0 gegen TB/FC Suðuroy/Royn (20. April 2024)
- Höchste Heimniederlage: 0:12 gegen KÍ Klaksvík (17. April 2006)
- Höchster Auswärtssieg: 25:0 gegen FC Hoyvík (21. August 2024)
- Höchste Auswärtsniederlage: 0:11 gegen B36 Tórshavn (18. Juni 1989 und 27. August 1995)
- Torreichstes Spiel: FC Hoyvík gegen NSÍ Runavík 0:25 (21. August 2024)
- Ewige Tabelle: 7. Platz

## Handball

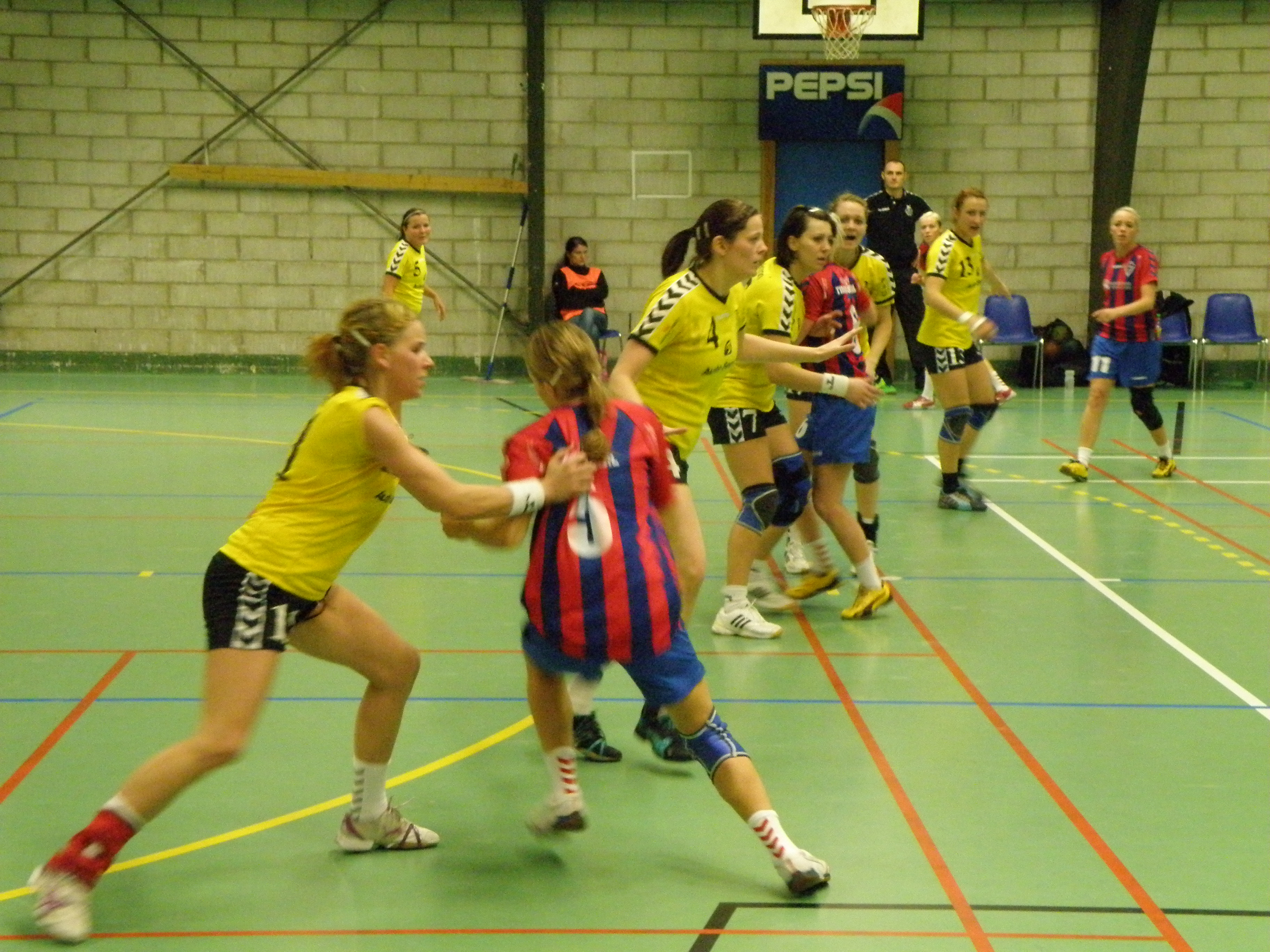
Tjaldur (gelb) im Spiel gegen VB Vágur (rot-blau) 2010.

Unter dem Namen Tjaldur konnte die Handballabteilung von NSÍ Runavík, welche sich am 29. Oktober 1998 vom Hauptverein abspaltete, in den letzten Jahren erste Erfolge feiern, 2009 gewannen die Damen ihre erste Meisterschaft, das Pokalfinale ging jedoch mit 23:25 gegen Stjørnan Klaksvík verloren. 2011 glückte die Revanche mit einem 26:22-Sieg. 2013/14 zog sich die Mannschaft der Damen vom Spielbetrieb der zweiten Liga zurück, die Herren stellten kein Team.

### Erfolge
- 1× Färöischer Meister (Frauen): 2009[3]
- 2× Färöischer Pokalsieger (Frauen): 2011[4]